# لاين حداد
لاين حداد (بالفرنسية: Line Haddad)‏ هي متزلجة فنية فرنسية، ولدت في 13 فبراير 1978 في L'Union ‏ في فرنسا.

## وصلات خارجية
- لاين حداد على موقع اللجنة الأولمبية الدولية (الإنجليزية)
- لاين حداد على موقع أوليمبيديا (الإنجليزية)